# Smalle weegbreemot
De smalle weegbreemot (Homoeosoma sinuella) is een vlinder uit de familie Pyralidae, de snuitmotten.

## Herkenning
De smalle weegbreemot heeft een spanwijdte tussen de 18 en 23 millimeter. Een vrij gemakkelijk te herkennen vlinder door de gelige grondkleur met donkerder banden over de voorvleugel. De vlinders vliegen van mei tot en met augustus met de meeste waarnemingen halverwege juni. Ze vliegen vanaf de schemering in een onvaste vlucht en komen later op de avond ook op licht af, maar blijven op een laken heen en weer vliegen.

## Waardplant
De smalle weegbreemot heeft weegbree (Plantago) als waardplant, de rupsen leven in de wortels van deze planten. De verpopping vindt plaats in een los gesponnen cocon in een holte in de wortel van de waardplant.

## Verspreiding
De smalle weegbreemot is in Nederland een vrij algemene en in België een zeldzame soort. In beide landen komt de soort vooral in de westelijke kuststreek voor op open, droge plekken met spaarzame vegetatie, zoals oude duinen, braakliggende terreinen en langs spoorwegen en dijken.